# Julius Kühn (agronom)

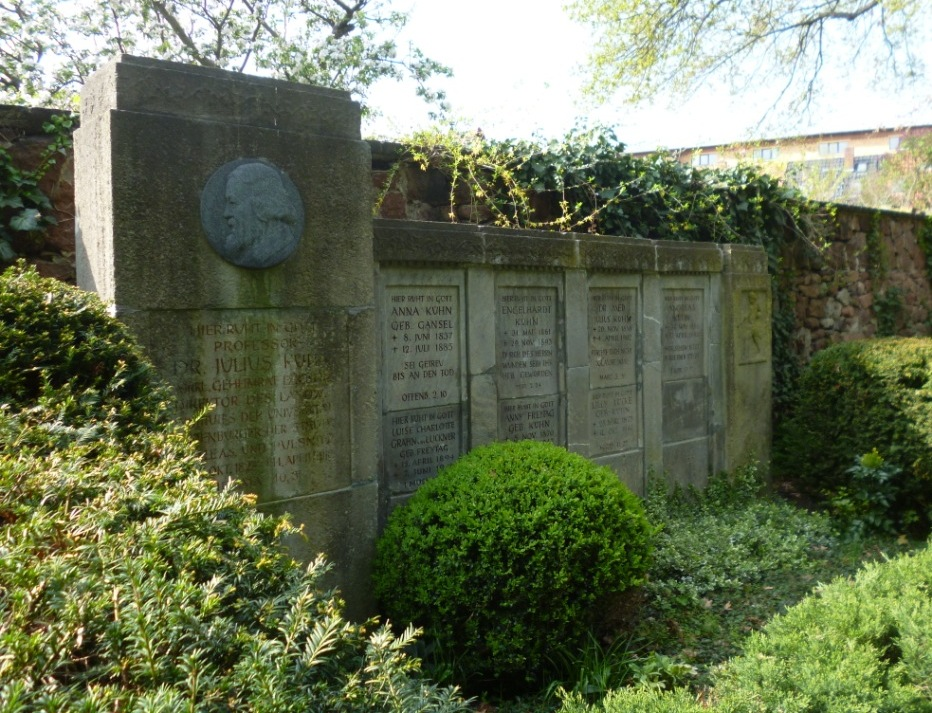
Grób Juliusa Kühna

Julius Kühn (ur. 23 października 1825 w Pulsnitz, zm. 14 kwietnia 1910 w Halle) – niemiecki naukowiec uważany za najważniejszego reformatora studiów rolniczych w Niemczech.

## Życiorys
Rodzice J.G. Kühna mieli kłopoty finansowe, ale dzięki pomocy rodziny w 1839 rozpoczął naukę w Królewskim Instytucie Kształcenia Technicznego w Dreźnie, a 1841 roku rozpoczął praktykę rolniczą. Jako praktykant, asystent, a później zarządca majątku, zdobył szeroką wiedzę z zakresu rolnictwa. Do 1844 roku praktykował u reformatora rolnictwa i komisarza Heinrica Augusta Blochmanna w jego majątku i zamku w Wachau. Później przeniósł się do hrabiego Kospotha w Iłowej (niem. Halbau) i po trzech miesiącach został tam administratorem w Nieder-Kaina. Od 1846 był administratorem majątku Friedrichstal koło Radebergu, który również należał do Heinricha Augusta Blochmanna. Od 1848 do 1855 był zarządcą majątku hrabiego w Kruszynie (niem. Groß Krauschen) koło Bolesławca (niem. Bunzlau). W tym czasie za pomocą mikroskopu intensywnie badał choroby roślin uprawnych. Na podstawie wyników swoich obserwacji opublikował kilka artykułów.
W 1855 Kühn zapisał się do szkoły rolniczej w Bonn-Poppelsdorf. Ze względów finansowych musiał jednak po dwóch semestrach zrezygnować ze studiów. W 1856 obronił doktorat na Uniwersytecie w Lipsku. W tym samym roku uzyskał habilitację w Akademii Rolniczej w Prószkowie i w semestrze zimowym 1856/57 prowadził tam wykłady o systemach uprawy roli i płodozmianie. Wiosną 1857 powrócił do praktyki rolniczej. Został dyrektorem ekonomicznym dóbr hrabiego Egloffsteina koło Groß-Glogau na Dolnym Śląsku. 2 czerwca 1857 poślubił Annę Gansel. Mieli dwie córki i trzech synów. 
30 kwietnia 1862 roku został mianowany profesorem zwyczajnym rolnictwa na Uniwersytecie w Halle (Saale). Tutaj nauczał i prowadził badania przez prawie pięć dekad, aż do przejścia na emeryturę w 1909 roku. W 1863 roku Kühn otrzymał zgodę ministra na utworzenie samodzielnego instytutu. W kolejnych latach rozbudował ten instytut do najważniejszej placówki naukowo-badawczej nauk rolniczych w Niemczech. Stworzył wzorowe pole testowe o powierzchni około 115 hektarów oraz rolniczo-botaniczny ogród demonstracyjny. Założył także stację doświadczalną i laboratorium rolniczo-fizjologiczne. Wraz z budową tego, co później stało się znanym na całym świecie „ogrodem dla zwierząt”, położył kamień węgielny pod kolekcję edukacyjną dla zwierząt (obecnie jest to Kühn Museum lub Museum für Petkunde Julius Kühn). Koszty stałej rozbudowy tych obiektów pokrył częściowo ze swojego prywatnego majątku.

## Praca naukowa
W 1858 roku Kühn opublikował książkę „Choroby roślin uprawnych, ich przyczyny i zapobieganie”. Była to krytyczna prezentacja najważniejszych chorób roślin i ich zależności od warunków klimatyczno-glebowych. Opublikował także liczne wyniki swoich wcześniejszych obserwacji i badań nad chorobami roślin. Nalegał na większe uwzględnienie fizjologicznych odkryć w naukach rolniczych. Napisał m.in. książkę Mikroskop jako urządzenie gospodarstwa domowego rolnika, dzięki której jest uważany za faktycznego twórcę nowoczesnej fitopatologii.
Na dużym polu doświadczalnym swojego instytutu Kühn przeprowadził liczne długoterminowe eksperymenty, w tym o kwestiach uprawy roli, płodozmianie i nawożeniu. W 1898 roku nabył dwór Lindchen niedaleko Senftenberga na Dolnych Łużycach. Na jego polach badał możliwości ulepszenia uprawy rolnej na bardzo lekkich glebach piaszczystych. Dużą część swojej pracy badawczej w Halle poświęcił fitopatologii i zagadnieniom ochrony roślin. Najbardziej obszerne badania dotyczyły biologii i zwalczania mątwika burakowego, którego rozpoznał jako przyczyną groźnej choroby buraków. Z jego inicjatywy w 1889 w Halle założono „stację testową do zwalczania nicieni”. Od 1890 do 1908 roku Kühn był przewodniczącym specjalnej komisji ds. ochrony roślin Niemieckiego Towarzystwa Rolniczego.
W 1861 wydana została jego książka Najkorzystniejsze żywienie bydła z naukowego i praktycznego punktu widzenia. Była wielokrotnie nagradzana przez Śląskie Towarzystwo Kultury Patriotycznej. Jeszcze za życia Kühna opublikowano dwanaście jej wydań w języku niemieckim i kilka tłumaczeń na inne języki. W sumie Kühn opublikował ponad 300 artykułów z prawie wszystkich dziedzin rolnictwa. Po śmierci Kühna jego raporty z prac doświadczalnych w instytucie rolniczym były kontynuowane jako „Archiwum Kühna”, które przekształciło się w jedno z najbardziej szanowanych czasopism specjalistycznych w niemieckich naukach rolniczych. W latach 1911–1971 opublikowano łącznie 85 tomów.
1 października 1909 „Ojciec Kühn”, jak go nazywali jego uczniowie, przeszedł na emeryturę. Przez prawie pięć dekad odegrał decydującą rolę w rozwoju nauk rolniczych w Niemczech. Jego instytut w Halle stał się wzorem dla niektórych instytutów rolniczych założonych na innych uniwersytetach.
Przy nazwach naukowych utworzonych przez niego taksonów dodawany jest skrót jego nazwiska J.G. Kühn. Uczczono go także jego nazwiskiem nazywając utworzony w 2008 roku instytut badawczy (Instytut Juliusa Kühna).